# Oltalom alatt álló eredetmegjelölés

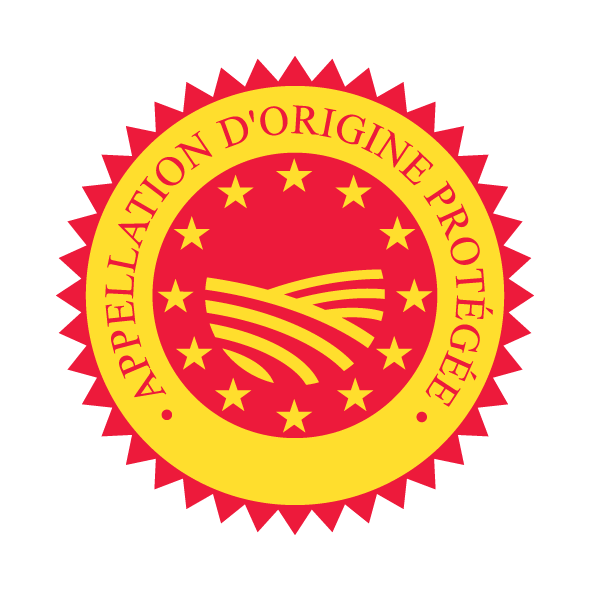
Az oltalom alatt álló eredet- megjelölés francia nyelvű logója

Az oltalom alatt álló eredetmegjelölés (rövidítése: OEM vagy latinból DHC, angolul: protected designation of origin - PDO) az Európai Unióban az olyan mezőgazdasági termékekre és élelmiszerekre vonatkozik, amelyek előállítására, feldolgozására és elkészítésére egy meghatározott földrajzi területen, elismert módszerek alkalmazásával kerül sor. 2015 közepéig 593 élelmiszer (termék) kapott oltalom alatt álló eredetmegjelölést. Bejegyzésük nem automatikusan történik: először egy bizottságnak kell megvizsgálnia a kérelmet, amelyet más termelők kifogásolhatnak. Az Unióban termelt borokat és szeszes italokat külön címkézési rendszer védi.
A mezőgazdasági termékek és élelmiszerek oltalmát az Európai Parlament és a Tanács 1151/2012/EU rendelete szabályozza. Az Oltalom alatt álló eredetmegjelölésen kívül még két másik kategóriát is meghatároz: 
- Oltalom alatt álló földrajzi jelzés (OFJ),
- Hagyományos különleges termék (HKT).

## Előzményei
Az Európai Unió 1992-ben rendeletet fogadott el azzal a céllal, hogy a sajátos tulajdonságokkal rendelkező, minőséget jelentő élelmiszer-elnevezések megfelelő védelmet kaphassanak. Az adott területre vonatkozó előírások bevezetése és alkalmazása önkéntes, az élelmiszerek és mezőgazdasági termékek nevének oltalmát ajánlja fel az előállítóknak és feldolgozóknak, viszonylag egyszerű bejegyzési eljárással. A 2006-ban módosított rendeletek a földrajzi árujelzőkről is szabályrendszert fogadott el, és a bejegyzés folyamatát is rögzítette.
1957-ben a  Római Szerződés létrehozta az Európai Gazdasági Közösséget (a mai EU jogelődjét), amelyben hat nyugat-európai ország vett részt. Közös agrárpolitikájuknak közös politikai szerepet szántak, amelynek a célja az volt, hogy az EU polgárainak megfizethető élelmiszereket, a termelőknek pedig méltányos életszínvonalat biztosítson. Ennek következményeként viszont az 1970-80-as évekre a gazdaságok hatékonysága olyan mértékben megnőtt, hogy több élelmiszert termelnek, mint amennyire szükség van. Hamarosan ezért konkrét intézkedéseket léptettek életbe, hogy a termelés a piaci igényekhez igazodjon.
Az agrárpolitika jelenleg is átalakuláson megy keresztül, aminek célja a mezőgazdaság és a vidék versenyképességének és fenntarthatóságának megerősítése EU-szerte. Az új agrárpolitika azokra a gazdasági, környezetvédelmi és területi kihívásokra kíván választ adni, amelyekkel Európa manapság szembesül. A minőségi és biztonsági követelmények szigorodtak, változatosabban táplálkozhatunk, és védelem alá kerültek a hagyományos és regionális élelmiszerek.

### Magyarországon
Konek Sándor 1875-ben kiadott Statisztikai könyvében írja, hogy a mezőgazdasági termelés fő tényezője a telekkataszter alapján kialakított „gazdasági mód”, amit az adott terület természeti erői (éghajlati, termőterületi viszonyok),  az ökonómiai viszonyok és a szakmai tudatosság (állami és társadalmi szakintézmények) határoznak meg. Magyarország földrajzi elhelyezkedése, természeti adottságai, a sokszor sajátos művelési módok következtében olyan mezőgazdasági terményeket tud előállítani, amelyek mind külsejükben, ízben, zamatban, mind belső kémiai és fizikai összetételükben, illetve szerkezetükben az emberi táplálkozásnál döntő szerepet játszó minőséggel rendelkeznek. Ahhoz, hogy mezőgazdasági kiviteli cikkeink a fogyasztó külföld részéről állandó keresletnek örvedjenek, nem elég, hogy azok tényleg rendelkezzenek a természet adta minőségi értékekkel, hanem szükséges az is, hogy az illető áru állandóan azonos tulajdonságokkal, piacképes formában kerüljön forgalomba (Standardizálás). Így alakultak ki azok a szakintézmények, hatóságok, és rendelkezések, amelyek az volt a célja, hogy az árucikkek ellenőrizhetők legyenek, megfelelnek-e a követelményeknek. Ezen kívül, hogy a különféle hamisítók, a minőséget rontó mesterkedések ellen elsősorban a maga gazdasági érdekeit, jó hírnevét féltő és védő állam védekezhessen és biztosítékot nyújthasson, alakult ki az állami „márkázás” (jelzések, jegyek elhelyezése az árun). Magyarországon csak az első világháború befejezését követő évtizedben történtek kezdeményezések a mezőgazdasági termékek márkázására, akkor, amikor a kivitel fokozottabb fejlesztése vált szükségessé, az 1931. II. tc. (márkázási törvény).

#### Boroknál
A szőlőhegyi önkormányzatok, a promontoriumok, vagy hegyközségek első említése 1271-ből való. A borok származásához kapcsolódó periratok, s főleg az 1244-ig visszavezethető Budai Városi Jogkönyv kiforrott szőlőhegyi rendről, bor-joggyakorlatról tanúskodnak. A sok évszázados hagyományok szellemében a borok eredetiségére helységenként szigorúan ügyeltek. Erről tanúskodik az 1655. évi XXXI. és 1723. évi CXVIII törvénycikkek. A minőségrontás megakadályozására 1836-ban állítottak fel először bizottságot, és ekkor javasolja Schams Ferenc a jó minőségű bor termelése érdekében, hogy vármegyei engedélyhez kössék a telepítést. 1875-ben alapították meg a mai Országos Borminősítő Intézet elődjét. Az Országos Magyar Gazdasági Egyesület Borászati Szakosztálya a borkereskedelem jobbítása érdekében 1879-től jelentette meg a Borászati Törzskönyveket. A borokat kategóriánként, vegyelemzési adatokkal együtt ismertették a magyar mellett német és angol nyelven is. A filoxéravész utáni időszak – ahogy egész Európában Magyarországon is – a bortermelés mélypontja, a hamisítás melegágya volt. Ennek következtében az 1888-1892 közötti években, igen heves viták árán megszületett Európa egyik legkeményebb, minden vonatkozásban átfogó bortörvénytervezete, amelyet 1893-ban XXIII. számú tc.-ként fogadott el az országgyűlés, majd 1895-ben a Hegyközségi Törvényt, új alapokra helyezve a bor származásának védelmét, a szőlő-, bortermelők érdekérvényesítésének lehetőségeit. 1897-ben Darányi Ignác által kiadott miniszteri rendelet alapján minden járásban, törvényhatósági joggal felruházott, illetőleg rendezett tanácsú városban, Budapest mind a tíz kerületében egy-egy Borellenőrző Bizottságot szerveztek.
Az ősi hagyományú, eredetvédelmi és érdekérvényesítő szerepet is betöltő hegyközségi szervezetet 1948 decemberében felszámolták. A  hegyközségekről szóló törvényt a rendszerváltás után, 1994. december 27-én fogadták el.
A 2000-es évek elején kialakult 22 borvidékes rendszer egészült ki 2004 után a borvidékkel megegyező borjogi státusszal rendelkező „védett eredetű borok” és a „borvidéki-régiók, borvidék és borvidéki-körzetek” kategóriákkal. Ezek a kategóriák 2009 augusztusában nemcsak borjogi rangban, hanem elnevezésükben is egységessé váltak az EU szabályozásának megfelelően,  borjogi rövidítésükben pedig OEM-mé.

## Alkalmazása
Az OEM-logót viselő termékek kizárólag a hozzájuk társított termelési régió területéről származnak és az
ott élő termelők tudásából eredő, bizonyított tulajdonságokkal rendelkeznek. Az OEM-mel
ellátott termékek esetében ezért az élelmiszer-előállítási folyamat minden szakaszát az érintett területen kell elvégezni. Objektív és szoros kapcsolatnak kell lennie a termék jellemzői és a földrajzi eredet között.
Ilyenre példa az „Huile d'olive de Nyons”, a „Queijo Serra da Estrela”, vagy a „Shetland lamb”. Így tehát, csak a szigorú követelményeket teljesítő, a franciaországi Nyons környékének jól meghatározott területéről származó olívaolaj, a portugáliai Serra da Estrela kijelölt területéről származó sajt, és az Egyesült Királyságban, a Shetland-szigeteken született, nevelkedett és levágott bárány jogosult e nevek és a logó használatára.

### Magyarországi termékek
Az EU az alábbi magyar termékeket helyezte eredetmegjelölési oltalom alá (OEM) (zárójelben az oltalmi bejegyzés/közzététel ideje):
- Szegedi téliszalámi / Szegedi szalámi (2007. december 15.)
- Hajdúsági torma (2009. október 22.)
- Makói vöröshagyma / Makói hagyma (2009. november 6.)
- Szegedi fűszerpaprika-őrlemény / Szegedi paprika (2010. november 4.)
- Alföldi kamillavirágzat (2012. február 25.)
- Kalocsai fűszerpaprika-őrlemény (2012. július 5.)
- Akasztói szikiponty (2020. szeptember 25.)
- Szomolyai rövidszárú fekete cseresznye (2020. november 17.)
- Tuzséri alma (2021. augusztus 8.)

Az alábbi termékekre nyújtottak be kérelmet, amiket még nem jegyeztek be (zárójelben a kérelmezés ideje):
- nincs folyamatban kérelem

## Jogszabályok
- Az Európai Parlament és a Tanács 1151/2012/EU rendelete (2012. november 21.) a mezőgazdasági termékek és az élelmiszerek minőségrendszereiről
  - Az Európai Bizottság 664/2014/EU felhatalmazáson alapuló rendelete (2013. december 18.) az 1151/2012/EU európai parlamenti és tanácsi rendeletnek az oltalom alatt álló eredetmegjelölések (OEM), az oltalom alatt álló földrajzi jelzések (OFJ) és a hagyományos különleges termékek (HKT) uniós szimbólumainak létrehozása tekintetében, valamint a származásra vonatkozó bizonyos szabályok, bizonyos eljárási szabályok és bizonyos kiegészítő átmeneti szabályok tekintetében történő kiegészítéséről
  - Az Európai Bizottság 668/2014/EU végrehajtási rendelete (2014. június 13.) a mezőgazdasági termékek és az élelmiszerek minőségrendszereiről szóló 1151/2012/EU európai parlamenti és tanácsi rendelet alkalmazására vonatkozó szabályok megállapításáról